# Les Maudits (film, 1925)
 (juin 2023).
Si vous disposez d'ouvrages ou d'articles de référence ou si vous connaissez des sites web de qualité traitant du thème abordé ici, merci de compléter l'article en donnant les références utiles à sa vérifiabilité et en les liant à la section « Notes et références ».
Pour plus de détails, voir Fiche technique et Distribution.
Les Maudits (Ingmarsarvet) est un film suédois réalisé par Gustaf Molander, sorti en 1925.
Le film connaitra une suite l'année suivante : Vers l'Orient (Till österland), toujours réalisé par Gustaf Molander

## Fiche technique
- Titre : Les Maudits
- Titre original : Ingmarsarvet
- Réalisation : Gustaf Molander
- Scénario : Ragnar Hyltén-Cavallius et Gustaf Molander, d'après un roman de Selma Lagerlöf
- Photographie : Julius Jaenzon
- Production : Nord-Westi Film
- Pays d'origine :  Suède
- Durée : 1 heure 32 minutes
- Sortie : 26 décembre 1925

## Distribution
- Märta Halldén (sv) : Karin Ingmarsdotter
- Ivan Hedqvist : Stark-Anders
- John Ekman : Elias
- Lars Hanson : Ingmar Ingmarsson
- Mathias Taube (en) : Halfvor
- Mona Mårtenson : Gertrud Storm
- Conrad Veidt
- Nils Ahrén (en)
- Ida Brander (en)
- Jenny Hasselquist